# Sociología de la tecnología

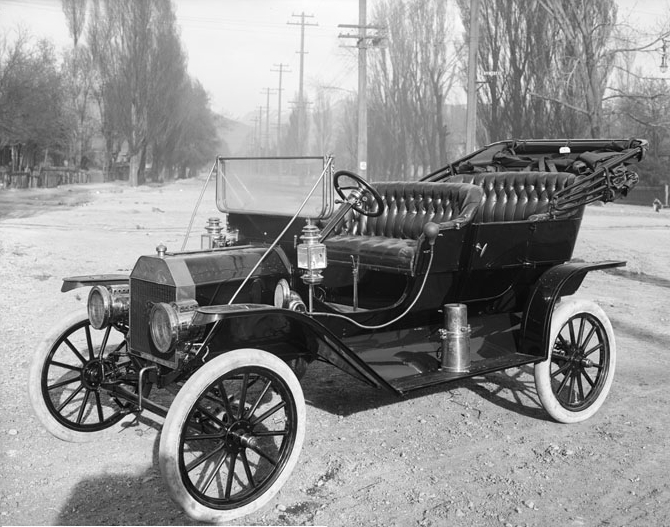
Ford T (1908), primer auto de producción en masa.

La sociología de la tecnología es un área de la sociología surgida  a principios de la década de 1980 en el campo de CTS (Ciencia, Tecnología y Sociedad), que se ocupa de las interacciones entre la sociedad y la tecnología. 
Sus orígenes en la filosofía de la técnica y articulada con las ciencias de la información y la comunicación, la antropología y la historia de la tecnología, extrae su legitimidad del hecho de que en el momento de la revolución digital, las innovaciones son los motores de la economía al tiempo que modifican los estilos de vida, las formas de pensar, el intercambio social y el equilibrio ecológico. Con raíces en el pragmatismo, cuestiona las condiciones de aparición y desaparición de objetos técnicos, sus usos, sus efectos (positivos y negativos), así como los riesgos que plantean en términos de peligrosidad. También se analizan las interacciones entre los actores de la innovación: diseñadores, usuarios, empresas, estados. Por último, pero no menos importante, la sociología de las técnicas se establece el objetivo de estudiar las condiciones necesarias para una mejor adaptación de los humanos al progreso técnico, consustancial con la condición humana. 
Estrechamente relacionada con la Sociología de la ciencia, algunos investigadores afirman ser uno y otro al mismo tiempo. Difiere, por otro lado, de las posturas de crítica de la tecnología.

## Antecedentes
El comienzo del siglo XX estuvo marcado por una proliferación de objetos técnicos que transformaron radicalmente la vida cotidiana tanto como el mundo del trabajo. Los más espectaculares se relacionan con el campo del transporte (tren, automóvil, avión), la comunicación (teléfono) y el mundo de las imágenes (fotografía, cine) Pero no solo se transforman los usos de estos objetos, sino también la imaginación colectiva. Pero si bien, desde mediados del siglo anterior, la innovación técnica se ha celebrado colectivamente en las principales "ferias mundiales" y en los medios de comunicación, se produjeron los estragos causados por el "progreso" de los armamentos durante la Primera Guerra Mundial destilar las primeras preguntas.   
- Joseph Schumpeter

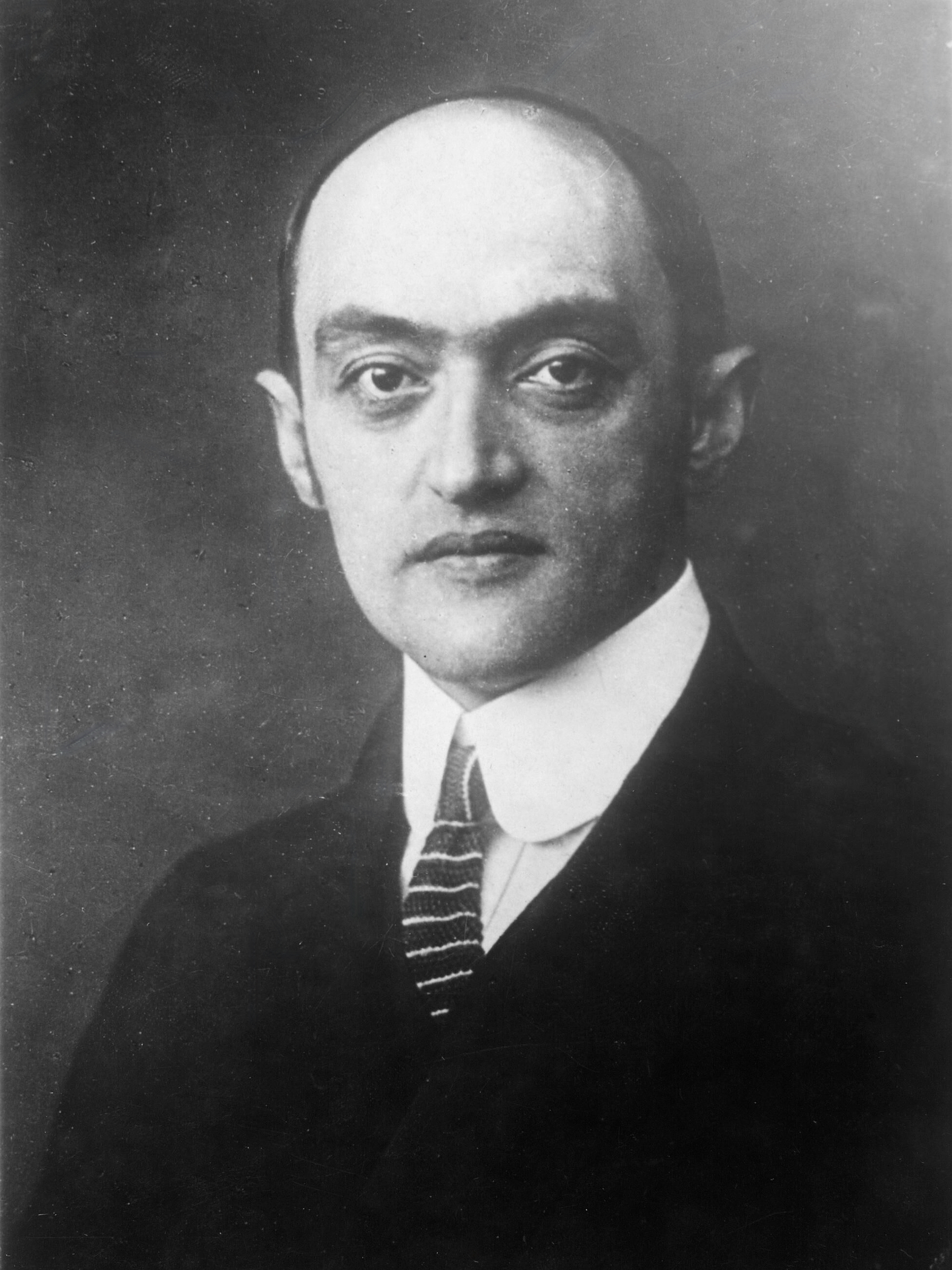
Joseph Schumpeter

En 1939, en The Business Cycle, el economista estadounidense (de origen austriaco) Joseph Schumpeter considera que el progreso técnico está en el corazón de la economía y que las innovaciones aparecen por "grupos": después de una gran innovación, otros surgen a su vez. Schumpeter distingue "invención" e "innovación". 
Tres años más tarde, en Capitalismo, socialismo y barbarie, Schumpeter introdujo el concepto de destrucción creativa para enfatizar que, debido a que es cíclico, el movimiento de innovación es inevitablemente un generador de crisis. 
Según él, no son las necesidades de los consumidores las que dictan su ley al aparato de producción, sino un pequeño número de productores que dirigen las necesidades de los consumidores, a quienes designa bajo el nombre de empresarios.
- Robert K. Merton

En un artículo de 1942 que se convirtió en un clásico, el sociólogo estadounidense Robert King Merton considera la ciencia como una "estructura social normalizada": identifica un conjunto de estándares que constituyen lo que llama el "ethos de la ciencia" y supuestamente guían las prácticas de los individuos. Esto le valió para ser considerado a menudo como el padre de la sociología de la ciencia. 
En 1945, todavía en los Estados Unidos, se creó la primera computadora del mundo. Tres años más tarde, el matemático Norbert Wiener (uno de los participantes en las Conferencias Macy) publica una obra que sacudirá hasta ingenieros, filósofos y sociólogos por igual en la segunda mitad del siglo XX: Cibernética o Control y Comunicación en el Animal y la Máquina.
- Emery y Trist

En 1952, los psicólogos Fred Emery y Eric L. Trist (miembro influyente del Instituto Tavistock de Investigación Social, ubicado en Londres) muestran que la empresa es un sistema abierto compuesto por un sistema técnico y un sistema social.
Trist acuñó el término "sistema sociotécnico" para enfatizar que los problemas de las personas que interactúan con herramientas y técnicas no surgieron por casualidad. Con Emery, él amplía este concepto, creando una teoría necesaria para el rediseño del trabajo contemporáneo. Eric Trist también organiza estudios de campo que lo conducen a nuevos modelos de comprensión del trabajo, que impulsarán cambios importantes en las organizaciones. 
- Robert Solow Robert Solow (aquí en 1987).

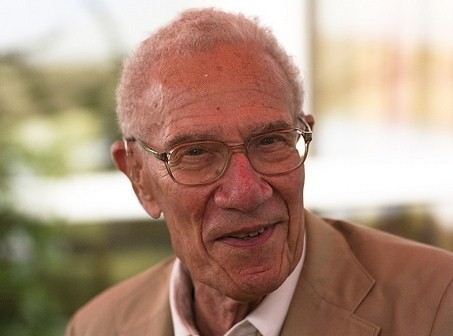
Robert Solow (aquí en 1987).

Varios economistas retoman los análisis de Schumpeter, especialmente Robert Solow quien, en 1956, afirmó el papel decisivo del progreso técnico en el crecimiento económico (sin embargo, sin cuestionar su validez). En Una contribución a la teoría del crecimiento económico, fundó una teoría que luego se convertiría en la base del modelo de crecimiento exógeno  . Según él, el crecimiento se basa en el progreso técnico sin poder explicar el origen del mismo . 
Otros economistas luego refutarán la tesis de Solow alegando que el progreso técnico no es "una ganancia inesperada del cielo". Así, Paul Romer, en 1986, consideró que la innovación dependía del comportamiento, las iniciativas y las habilidades de los agentes económicos . 
Otros, finalmente, como Douglass C. North, William Baumol y Nathan Rosenberg, considerarán que es importante estudiar el proceso de innovación en profundidad para anticipar o incluso evitar crisis. Alimentada en gran parte por esta preocupación, la sociología de las técnicas se compartirá entre dos polos: determinismo tecnológico y determinismo social (en el que participan las teorías del crecimiento endógeno). 
- Gilbert Simondon

Los enfoques sociotécnicos tienen un origen común en un libro de Gilbert Simondon publicado en 1958: El modo de existencia de los objetos técnicos. Su concepto de transducción, en particular, constituye una base para la idea de co-construcción, que hace posible plantear la cuestión de la relación entre "sociedad" y "técnica" de manera diferente que por el determinismo de uno sobre el otro
Simondon sostiene que la filosofía hace posible estudiar la relación ética que los humanos tienen con los objetos técnicos. Por lo tanto, le da al objeto técnico un valor heurístico, que está determinado por el uso correcto que los usuarios le hacen, el conocimiento de la herramienta le permite usar su potencial. En consecuencia, la ignorancia del objeto técnico conduce a su mal uso o destrucción sin justificación.  
- Berger y Luckmann

En 1966, los sociólogos Peter L. Berger (estadounidense) y Thomas Luckmann (alemán) publican un libro llamado La construcción social de la realidad, un trabajo que propone un nuevo enfoque de la sociología del conocimiento y que dará lugar al constructivismo en las ciencias sociales. Al igual que la concepción constructivista desarrollada en epistemología, su enfoque contempla la realidad social y los fenómenos sociales como "construidos", es decir, institucionalizados y luego transformados en tradiciones. 
Sus teorías influirán en particular en el trabajo del Instituto Tavistock en relación con el modelo SCOT (Construcción Social de Tecnología) . 
- David Bloor

En 1976, en Socio/logie de la logique. Les limites de l'épistémologie, el inglés David Bloor pretende explicar la formación del conocimiento científico y sus aplicaciones técnicas, así como su éxito o rechazo, por factores sociales y culturales. Por lo tanto, establece las pautas del programa fuerte y, al hacerlo, establece los fundamentos y la voluntad de una sociología relativista total. 

## Características
- enfoque pragmático: La sociología de las técnicas es parte del marco más amplio descrito por algunos como sociología pragmática y cuyos principios básicos consisten en "construir un enfoque que tenga en cuenta la capacidad de los actores para adaptarse a diferentes situaciones de la vida social".[9]
- retrospectiva y prospectiva: Por lo tanto, la sociología de las técnicas se dirige tanto al pasado (a través de la historia de las técnicas ) como al futuro (a través de la previsión y la investigación sobre la innovación ). Su objetivo es comprender y explicar los cambios "sistémicos" pasados y anticipar los que vendrán,[10] ya sean rápidos y ocurran en territorios específicos o, por el contrario, se extiendan a lo largo del tiempo a escala planetaria.[11][12] Lo mismo se aplica a ciertas discontinuidades en el desarrollo y difusión de una innovación técnica
- sociología de usos: A diferencia de lo que observamos, por ejemplo, en el tecnocritismo, la primera característica de la sociología de las técnicas es precisamente analizar no "la" técnica (esta fórmula no tiene sentido) sino "las" técnicas, caso por caso y según sus usos. Además, según lo propuesto por Steve Woolgar en la década de 1980, la sociología de las técnicas no considera a los usuarios como individuos singulares sino como consumidores anónimos que evolucionan en una sociedad de masas; examinándolos, por lo tanto, a través de las representaciones que los diseñadores de productos hacen de ellos durante la fase de comercialización. Un modelo semiótico propuesto en 2000 por Wendy E. Mackay et al., contempla el estudio de los usos a través de la noción de "decodificación", es decir, el trabajo del usuario para utilizar el objeto técnico. Madeleine Akrich es parte de la continuidad de este modelo al insertar el concepto de "script", o escenario que predetermina la puesta en escena del uso, este último se logra o no en la confrontación del usuario con el objeto técnico. Se trata de considerar el trabajo realizado por los innovadores para determinar las habilidades y comportamientos de los futuros usuarios.
- sociología de las interacciones: La sociología de la tecnología despegó cuando se desarrolló la ciencia de las microcomputadoras, es decir, en el momento en que la informática ganó al público en general y cuando los diseñadores de computadoras se aseguraron de que el hardware no solo es eficiente y efectivo, sino también "amistoso", es decir, permite a los usuarios "conversar" con los dispositivos, sin tener que preocuparse por consideraciones técnicas. Las interacciones hombre-computadora se están volviendo cada vez más importantes con la computación y el control ubicuo, el intercambio (incluso a través de las redes sociales), la explotación y la organización (posiblemente colaborativa) de los crecientes flujos de información a través de Internet[13] Por lo tanto, analiza las condiciones, desafíos y ritmos de la posible interacción entre un operador humano y un dispositivo técnico.

### Más allá de los determinismos
El predicado en el que se basan los sociólogos de la tecnología es que los factores "humanos" y "técnicos" están en interacción constante, hasta el punto de que se niegan a usar expresiones como "hombre" o "técnica". En otras palabras, aceptan la idea de que hay dos tipos de determinismos, el determinismo tecnológico y el determinismo social, pero buscan alcanzar alguna síntesis entre ambos.
- determinismo tecnológico: En esta área, estamos particularmente interesados en los factores de los avances tecnológicos, sus ritmos y posibles ciclicidades, así como ciertas coevoluciones entre tecnologías y organizaciones (especialmente en el caso de la invención de la impresión, entonces de ciencias de la computación e Internet) , así como ciertas "convergencias tecnológicas" (por lo tanto, el desarrollo del automóvil necesitó el petróleo masivamente descubierto en el siglo XIX, pero también de carreteras, que se pudieron hacer con un costo razonable y en grandes cantidades gracias a los millones de toneladas de betún que es un producto de desecho de la refinación de petróleo. Los automóviles podrían haber sido eléctricos, de carbón o de gas utilizando plantas, pero la red de carreteras habría sido mucho más costosa.

- determinismo social: El factor humano es a menudo decisivo desde dos puntos de vista. La personalidad de los innovadores y la de las contingencias sociales y el contexto sociocultural en el que vive el innovador , se encuentran entre los determinantes para que el desarrollo técnico que propongan sea aceptado o no y/o comercializado. Un principio teórico es que, en caso de cambio tecnológico, la ventaja es a menudo "para el atacante",[15] la innovación parece extenderse o imponerse espontáneamente o bajo coacción (como un invasor o como colonizador en territorio enemigo o desconocido, por ejemplo, con una obsolescencia programada que los consumidores no desean espontáneamente, pero que se les impone por técnica o publicidad).

## Enfoques

### La teoría del actor-red (ANT)

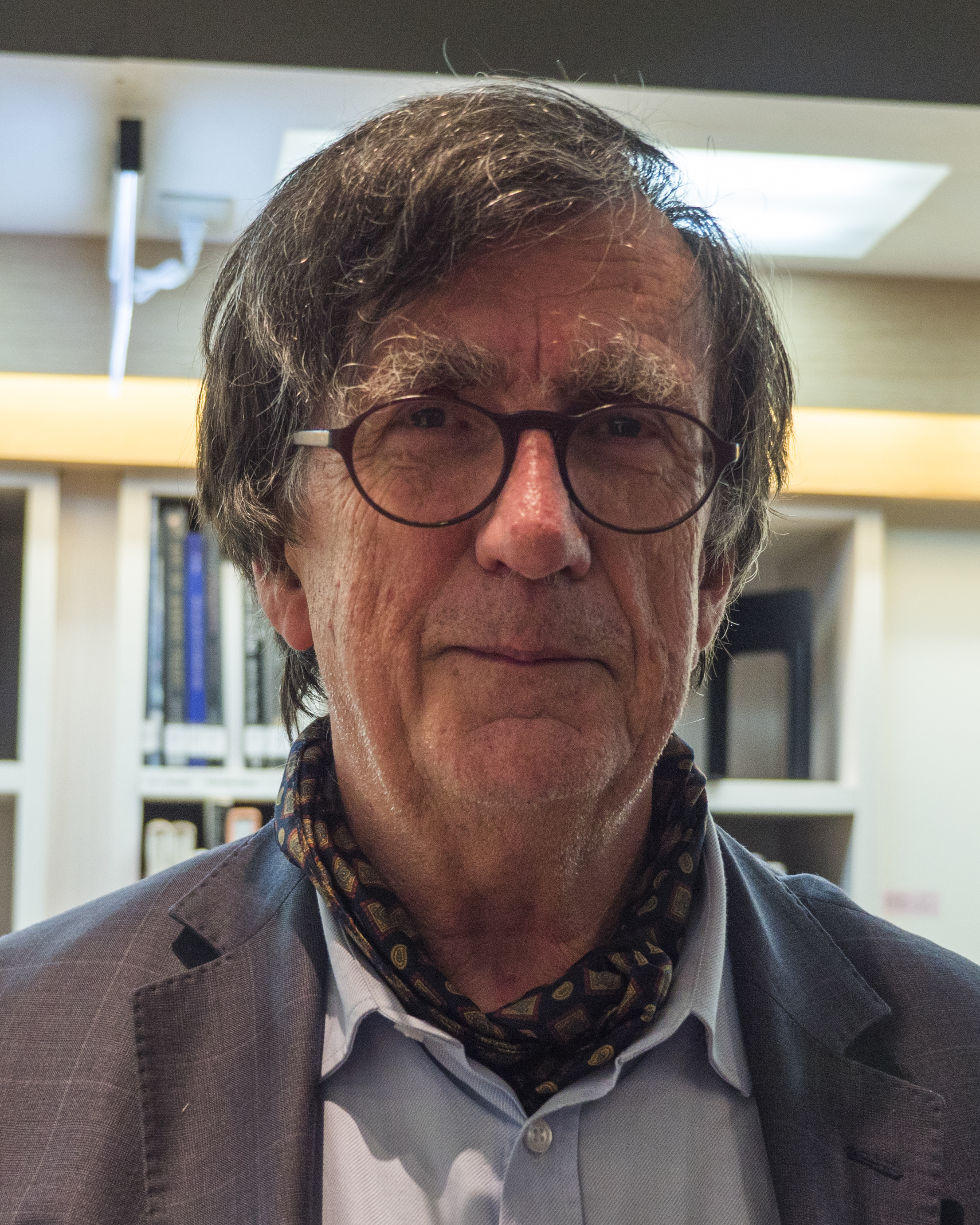
Bruno Latour

La Teoría del Actor-Red se desarrolló durante la década de 1980 bajo el impulso de los franceses Michel Callon, Bruno Latour y Madeleine Akrich y otros investigadores del Centro de Sociología de la Innovación en la Escuela Nacional Superior de Minas de París. 
Su característica principal es considerar que los "no humanos" (animales, objetos, hechos, procedimientos, discursos) juegan un papel tan determinante como el de los humanos: al igual que ellos, constituyen actores o  actantes (según un concepto tomado del lingüista AJ Greimas) y no simples instrumentos manipulados por humanos, lo que significa que cualquier entidad es tratada sin distinción ontológica. 
A diferencia de los análisis de Bloor, las innovaciones técnicas no se consideran de acuerdo con si logran establecerse en el mercado o, por el contrario, si no tienen éxito (el primer caso se relacionaría con las características intrínsecas de los objetos técnicos mientras el segundo resultaría de la lógica social). La teoría del actor-red de actores establece que "la innovación no se adopta porque es efectiva: es efectiva porque se adopta” . 

### La construcción social de tecnologías (SCOT)
En 1984, el estadounidense Trevor Pinch y el holandés Wiebe Bijker, argumentaron que el progreso científico y el progreso técnico están construidos socialmente. 
Esta teoría se basa en la crítica del enfoque determinista de la innovación técnica, según el cual, por un lado, la ciencia influye en la técnica. Por otro lado, la innovación técnica es liderada y dominada por individuos, su dominio finalmente da forma a la sociedad. 

### Teoría de la estructuración adaptativa (TEA)
También en 1984, el inglés Anthony Giddens desarrolló una teoría relacionada con la creación y el mantenimiento de sistemas sociales considerando estructuras y agentes, sin dar prioridad a uno de estos dos polos. Según esta teoría, ni el análisis macrosociológico ni el análisis microsociológico, tomados solos, son suficientes. 
La teoría de la estructuración adaptativa desarrollada en la década de 1990 por investigadores en gestión de sistemas de información, Wanda Orlikowski, Gerardine DeSantis y Scott Poole . Pretenden ir más allá de las visiones acerca de las técnicas en términos de impacto o, por el contrario, como un material neutral movilizado por los gerentes. El trabajo se centra en particular en la cuestión de la propiedad de los usuarios. El análisis moviliza los cuatro ejes actualizados por Desanctis y Poole: los modos de apropiación (que pueden resultar directos o indirectos), los usos instrumentales (en referencia a los objetivos asignados a las técnicas), las actitudes mostradas hacia las herramientas y, finalmente, el respeto del marco operativo proporcionado por los diseñadores. 

### Doble mediación sociotécnica (SdU)
El enfoque de Cettye se desarrolló en la década de 1990. Después de haber subrayado la importancia de tener en cuenta el origen sociocultural de los usuarios, así como los contextos de uso para comprender los significados que tienen para ellos. En un esfuerzo por ir más allá de la cuestión de los tecno o determinismos sociales, Josiane Jouët y Pierre Chambat  formulan el concepto de doble mediación: si una técnica ofrece un cierto número de acciones posibles y prohíbe otras, los usos concretos encuentran su justificación y su significado en la lógica social. Al estar "técnico" y "social" en una situación estructurada y estructurante, la mediación técnica y la mediación social están intrínsecamente vinculadas. 

### Etnotecnología
En línea con el trabajo de Pierre Schaeffer sobre "máquinas de comunicación", a principios de la década de 1970, el mediólogo Jacques Perriault desarrolló un enfoque etnotecnológico:
Su enfoque afirma ser sociocognitivo: se trata de identificar cómo el uso de una máquina de comunicación implica el desarrollo de ciertas lógicas cognitivas. Por lo tanto, no encaja directamente en la sociología de los usos, pero entiende claramente su enfoque como complementario. 

### Análisis de controversias
Los enfoques socio-técnicos también se utilizan para arrojar luz sobre ciertos debates éticos, filosóficos, morales y sociales que involucran tecnologías nuevas o emergentes (por ejemplo, prótesis cognitivas, alimentando la controversia del transhumanismo).   
Por lo tanto, es en un contexto que no cuestionan que, por ejemplo, los sociólogos cercanos al pensamiento de Bruno Latour busquen comprender los vínculos y las posibles derivaciones, ocurridas o potenciales, entre tal y tal técnica y "Sociedad", es decir, los usuarios; abusos como el abuso de poder o la ampliación de las desigualdades sociales  . 
Además de los excesos, se abordan las controversias. De hecho, la sociología de las técnicas trata de comprender la brecha que separa a los grupos considerados expertos de los grupos considerados "no expertos" o del público en general. Ciertas tecnologías en particular es probable que tenga un impacto potencial o accidental a largo plazo en la salud o el medio ambiente (exindustria nuclear, residuos radiactivos, transgénesis, smog electromagnético y sospecha de riesgos relacionados con la telefonía móvil, contaminación del agua por la agricultura, video vigilancia, nanotecnología, gas de lutita, etc.